# 3次元設計能力検定試験
3次元設計能力検定試験（さんじげんせっけいのうりょくけんていしけん）は、特定非営利活動法人3次元設計能力検定協会が実施する試験である。

## 試験科目
3次元CAD
部品、アセンブリ、図面　など
JIS製図法
製図関連用語、線の種類、投影法、各種投影図、各種断面図、寸法記入法　など
精度設計
品質とバラツキ、寸法公差、幾何公差、公差の計算方法　など
材料選定
金属、プラスチック、セラミック　など
強度設計
荷重の種類、力の単位と記号、応力とひずみ、不静定問題、曲げ問題、ねじり問題　など
信頼性設計
機械の寿命、故障のパターン、信頼性の確保、信頼性の入手　など
要素設計
ねじの用途と種類、歯車の用途と種類、歯車の強度、軸受の用途と種類　など
加工法
機械加工法、板金加工法、せん断加工、打ち抜き加工、レーザー加工、曲げ加工、加工図面　など

## 関連書籍
- 岸佐年、賀勢晋司、村岡正一、栗山弘、堀内富雄、井上忠臣、堀口勝三、栗山晃治、『3次元CADから学ぶ 機械設計入門 [第2版]』、森北出版(2009) ISBN 978-4-627-66552-1
- 岸佐年、賀勢晋司、村岡正一、栗山弘、堀内富雄、水本幸孝、『3次元CADから学ぶ 機械設計入門』、森北出版(2005) ISBN 978-4-627-66551-4
- 丹羽嘉明、『3次元CADから学ぶ機械設計入門(別冊) 加工法』、特定非営利活動法人3次元設計能力検定協会(2005)
- 藤森基行、藤森弘希、『3次元設計能力検定 練習問題集』、特定非営利活動法人3次元設計能力検定協会(2007)
- 岸佐年、栗山弘、伊達政秀、『図解 SolidWorks実習』、森北出版(2007) ISBN 978-4-627-66661-0